# كاري بيل
كاري بيل (بالإنجليزية: Carey Bell)‏ هو موسيقي أمريكي، ولد في 14 نوفمبر 1936 في ماكون في الولايات المتحدة، وتوفي في 6 مايو 2007 في شيكاغو في الولايات المتحدة بسبب قصور القلب.

## وصلات خارجية
- كاري بيل على موقع IMDb (الإنجليزية)
- كاري بيل على موقع ميوزك برينز (الإنجليزية)
- كاري بيل على موقع أول ميوزيك (الإنجليزية)
- كاري بيل على موقع ديسكوغز (الإنجليزية)